# Wilhelm Franz von Habsburg-Lothringen
Erzherzog Wilhelm Franz Joseph Karl von Habsburg-Lothringen (* 10. Februar 1895 in Pola, Österreich-Ungarn, heute Kroatien als Wilhelm Franz Joseph Karl Erzherzog von Österreich; † 18. August 1948 in Kiew, Sowjetunion, heute Ukraine) war ein österreichischer Offizier der k.u.k. Armee, ukrainischer Oberst und während des Ersten Weltkrieges informeller habsburgischer Thronkandidat für einen ukrainischen Satellitenstaat. Sein Leben war bestimmt vom Kampf um die Unabhängigkeit der Ukraine von der Sowjetunion. Er fiel deshalb dem Stalinismus zum Opfer.

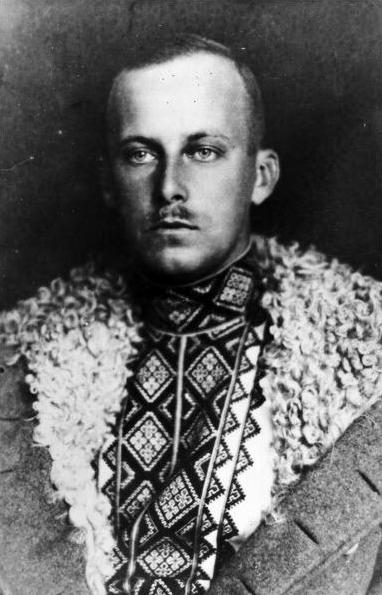
Wilhelm von Habsburg-Lothringen in ukrainischer Wyschywanka

## Jugend und ukrainische Frage

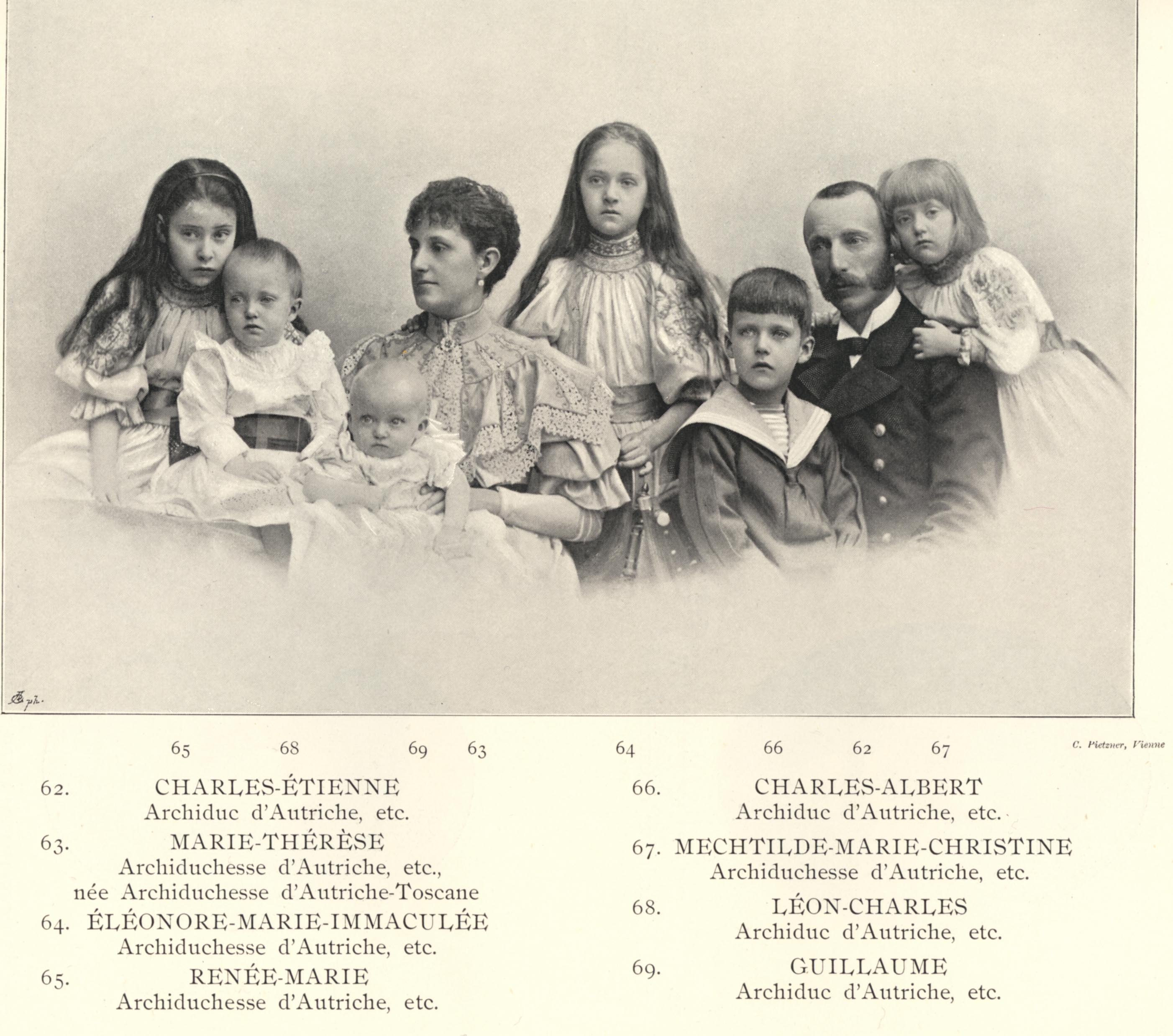
Wilhelm als Säugling mit Eltern und Geschwistern im Jahr 1896

Wilhelm war das sechste Kind und jüngster Sohn des k.u.k. Admirals Erzherzog Karl Stephan und seiner Frau Maria Theresia, geborene Erzherzogin von Österreich und Prinzessin der Toskana. Wilhelm wurde nach dem habsburgischen Erzherzog Wilhelm benannt, der 1385 vergeblich versucht hatte, den polnischen Thron zu erringen. Gleichzeitig war die Namenswahl eine Geste der Loyalität gegenüber dem deutschen Kaiser Wilhelm, von dem sich Stephan später Unterstützung für seine polnischen Ambitionen versprach. Wilhelm verbrachte seine ersten Jahre auf der Insel Lussin, wo die Familie die schlossähnliche Villa Podjavori bewohnte, um frei von Tuberkulose zu werden. Die Kinder wurden zu Hause unterrichtet und unter strenger Anleitung des Vaters erzogen. Wilhelm lernte von Geburt an Polnisch und sprach wie seine Geschwister tagtäglich auch Italienisch, Deutsch, Französisch und Englisch.
Er besuchte kurz ein Realgymnasium in Wien und übersiedelte dann mit seiner Familie nach Saybusch in Galizien. Seine militärische Ausbildung absolvierte er ab 1909 in der Militär-Oberrealschule in Mährisch-Weißkirchen. Nach vorzeitigem Austritt wechselte er an die Theresianische Militärakademie.
Während alle Mitglieder seiner engeren Familie sich als Polen assimilierten, rebellierte Wilhelm und entwickelte eine enge Verbundenheit zu den wichtigsten politischen Gegnern der Polen in Galizien, den Ruthenen, wie die Ukrainer und Russinen in der Monarchie genannt wurden. Timothy Snyder sieht den Grund dafür darin, dass Wilhelm sich in der möglichen polnischen Thronfolge hinter seine Brüder und polnischen Schwäger zurückgesetzt sah – er musste „eine eigene Nation finden“. Laut Snyder erhöhte er seinen Rang in der Familie mit dieser ukrainischen Sicht der Dinge, die die polnischen Fürsten verachtete. Als Jugendlicher verließ er eine Jagdgesellschaft seines Schwagers Olgierd Czartoryski und verbrachte eine Woche bei Huzulen in den Karpaten. Er sprach bald fließend Ukrainisch und eignete sich umfangreiche Kenntnisse der ukrainischen Kultur an.
Da es dem Kaiserhaus politisch opportun erschien, einen ukrainischen Offizier zur Verfügung zu haben, der das Haus Habsburg vertrat, befasste sich Wilhelm auch auf Wunsch des Kaisers weiter mit der ukrainischen Frage und führte seine Ausbildung 1913 an der Theresianischen Militärakademie in Wiener Neustadt fort.

„Ihn faszinierten die ruthenische Folklore und der Mythos von den ukrainischen Kosaken mit ihrer Rebellion gegen Polens Adel im 17. Jahrhundert. Voll von pubertär-romantischem Überschwang identifizierte er sich mit dem unerlösten Volk der Ukrainer – einem Volk ohne Land, einem Volk ohne Herrscher. Wenn sein Vater polnischer König werden wollte, warum sollte er nicht König der Ukrainer werden können?“

## Thronkandidat im Ersten Weltkrieg

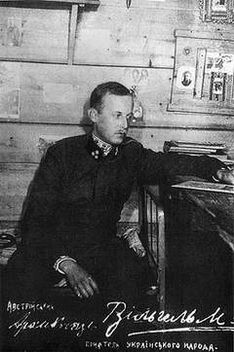
Wilhelm in k.u.k. Uniform 1918

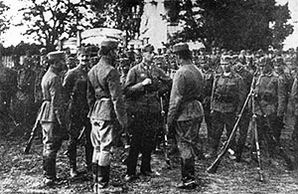
Wilhelm unter seinen Ukrainischen Sitschower Schützen (1918)

Während des Ersten Weltkriegs waren sowohl sein Vater als auch sein Bruder Karl Albrecht Anwärter auf den Thron des von den Mittelmächten beherrschten Polen. Wilhelm hingegen wurde als informeller Anwärter auf den ukrainischen Thron gehandelt. Er war nicht mehr der letzte Anwärter für eine polnische Mission, sondern der erste für eine ukrainische. Er hatte allerdings keine klaren Pläne. Ob die Ukraine, vereinigt mit Ostgalizien, gemeinsam mit Österreich und Ungarn eine Föderation in Form eines Trialismus bilden sollte oder ob sie ein von Wien und Berlin kontrollierter Vasallenstaat werden sollte, blieb offen. Konkret arbeitete er als Mitglied des k.k. Herrenhauses, in das er mit der Volljährigkeit im Februar 1915 aufgenommen worden war, mit den ukrainischen Abgeordneten im Abgeordnetenhaus des Wiener Reichsrats zusammen und unterstützte deren Forderung nach Autonomie des hauptsächlich ukrainisch besiedelten Ostgalizien. Wilhelm entwickelte einen Plan der Umgestaltung und Erweiterung der Habsburgermonarchie, zu dem er Ende Dezember 1916 offenbar die Zustimmung seines Vaters erhielt. Nach dem Sieg über Russland sollte das Reich aus einem österreichischen, einem böhmischen, ungarischen und polnischen Königreich bestehen, mit je einem Erzherzog an der Spitze. Dem von seinem Vater regierten polnischen Königreich sollte ein Fürstentum Ukraine unter Wilhelms Regentschaft angeschlossen sein.
Wilhelm und sein Bruder Leo absolvierten die Militärakademie am 15. März 1915. Bis dahin war durch die schweren Niederlagen gegen Russland ein Großteil der Offiziere schon gefallen oder stand nicht mehr zum Kampfeinsatz zur Verfügung. Wilhelm kam am 12. Juni 1915 als Unterleutnant zum k.u.k. 13. Ulanenregiment. Nach einem Genesungsurlaub wegen Tuberkulose übernahm Wilhelm am 5. April 1917 als k.u.k. Rittmeister das Kommando eines ukrainischen Detachements, dem auch die k.k. Ukrainische Legion angehörte.
Seit dieser Zeit wurde Wilhelm Wasil Wyschywanij (Василь Виши́ваний, Basilius der Bestickte, da er oft ein besticktes ukrainisches Hemd trug – andere Schreibweisen: Vasil Vyshyvaniy, Vasyl Vyshyvany, Vyshyvannyi, oder Wyschiwanni) genannt, ein Name, den er auch nach dem Krieg seinem wirklichen vorzog.
Wilhelm weigerte sich, gegen ukrainische Bauern vorzugehen, die ihre Ernte nicht abliefern wollten. Die Bezeichnung „Roter Prinz“ verbreitete sich nicht im marxistischen Sinne, sondern weil er es mit den einfachen Leuten hielt, mit ihnen in ihrer Sprache verkehrte. Gleichzeitig verhandelte er mit dem k.u.k. Außenminister Ottokar Czernin über die Autonomie Ostgaliziens. Im Juli und August 1917 begleitete Wilhelm seinen Cousin Kaiser Karl auf einer Reise durch Ostgalizien. Auch von diesem Kaiser bekam Wilhelm den Auftrag, in den ukrainischen Angelegenheiten tätig zu werden. Er lernte den gerade aus russischer Gefangenschaft entlassenen Metropolit der Ukrainischen Griechisch-Katholischen Kirche, Andrej Scheptyzkyj kennen, der sein Berater und Mentor wurde.
In einem geheimen Zusatzprotokoll zum sogenannten „Brotfrieden“ von Brest-Litowsk gestand Wien, auch auf Wilhelms Betreiben, dem ukrainischen Ostgalizien eine Autonomie zu. Eine Vereinigung mit der neuen Ukrainischen Volksrepublik zu einem Fürstentum unter seiner Herrschaft schien möglich. Durch die deutsche Besetzung der Ukraine und die Ersetzung der Regierung durch den Hetman Pawlo Skoropadskyj lief Wien Gefahr, wieder einmal ins Hintertreffen zu geraten. Daraufhin schuf Kaiser Karl die Spezialeinheit „Kampfgruppe Erzherzog Wilhelm“ mit etwa 4000 Soldaten. Dazu gehörte die Ukrainische Legion, die aus galizischen ukrainischen Rekruten bestand und in Anknüpfung an die Tradition der Kosaken bald in Ukrainische Sitschower Schützen (Ukraïnski sichovi stril'tsi) umbenannt wurde. Sie operierte während der Besetzung der Ukraine durch die Mittelmächte 1918 im Süden des Landes. Wilhelm erhielt auch politisch große Handlungsfreiheit.
Das Deutsche Reich verdächtigte dann auch die Habsburger, eine Kandidatur Erzherzog Wilhelms für den ukrainischen Thron, eventuell sogar bei Zusammenfassung der Ukraine mit Ostgalizien und der nördlichen Bukowina, anzustreben. Die Vormachtstellung der Deutschen in Cisleithanien und die inneren Verhältnisse in der Ukraine ließen die Pläne des Erzherzogs aber kaum aussichtsreich erscheinen, sodass er im Mai 1918 aufgab. Denn am 25. Mai hatten ihm Kaiser Karl und sein Außenminister Stephan Burián telegraphiert, dass seine Kandidatur große Schwierigkeiten für unser Verhältnis mit Deutschland (und für die Lösung der polnischen Frage – im Konzept gestrichen) mit sich bringen würde, und ihm geraten, von allen weiter gehenden Engagements abzusehen.
Karl war froh über den Rückzug Erzherzog Wilhelms, dessen Aktivitäten die meisten österreichischen Politiker und Militärs kritisch gegenüberstanden, wollte sich aber Möglichkeiten für später offenlassen. Ende September 1918 wurde schließlich die Ukrainische Legion aus der Ukraine abgezogen, denn Außenminister Burián war gegen eine Nebenpolitik gegenüber dem Hetman Skoropadskyj und Deutschland.

## Unabhängige Ukraine nach dem Ersten Weltkrieg
Nach Kriegsende ging Wilhelm wieder in die Ukraine, die Ukrainischen Sitschower Schützen wurden Teil der regulären Armee der Westukrainischen Volksrepublik und Wilhelm deren Oberst. Am 6. November 1918 besetzte eine kleine Streitmacht unter Wilhelms Befehl die Hauptstadt der Bukowina Czernowitz. Die Truppen waren von ukrainischen Funktionären des Landes zur Unterstützung gegen Rumänien herbeigerufen worden. Wenige Tage später musste sich Wilhelm jedoch vor der einrückenden rumänischen Armee zurückziehen.
Am 6. Juni 1919 wurde er von den in die Westukraine nachrückenden Rumänen verhaftet, nach Bukarest gebracht und verhört, aber nach drei Monaten wieder freigelassen. Er schloss sich daraufhin der Armee der Ukrainischen Volksrepublik an. Dabei war er im Verteidigungsministerium in Kiew für Außenbeziehungen, für alle Militärattachés in den ukrainischen Botschaften im Ausland zuständig.
Der Machthaber der Ukrainischen Volksrepublik, Symon Petljura, entwickelte sich, bedrängt von Polen, Rumänien und Sowjetrussland, zum Diktator, dessen schlecht organisierte Einheiten schwere Pogrome an Juden verübten. Im April 1920 trat Wilhelm aus Protest gegen Petljuras Friedensschluss mit Polen von seinen Ämtern zurück und ging nach den Niederlagen gegen Sowjetrussland über Wien nach München.

## Exil

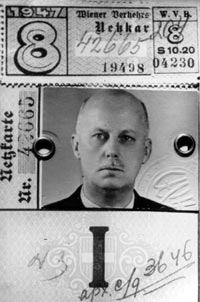
Wilhelms Netzkarte der Wiener Verkehrsbetriebe mit Marke für August 1947, die er bei seiner Entführung bei sich trug

In München eröffnete er ein Agitationsbüro, das die ukrainische Unabhängigkeit propagierte, und warb unter den Exilukrainern in Deutschland Freiwillige für eine Befreiungsarmee. Seine Pläne scheiterten aber an seinen unzuverlässigen Partnern aus dem Umfeld der deutschen Freikorps. Nach dem Vertrag von Rapallo (1922) zwischen der Sowjetunion und dem Deutschen Reich wurde Wilhelms ukrainische Freiwilligenarmee aufgelöst.
Von 1925 bis 1929 arbeitete Wilhelm in Spanien als Immobilienmakler, anschließend ging er nach Paris. Dort wurde er schnell Teil des Jetsets, erschien oft in der Boulevardpresse und pflegte öffentlich zahlreiche Beziehungen zu Revuegirls und auch zu Männern. 1935 wurde er von seiner Geliebten, einer Hochstaplerin, in einen Betrugsskandal verwickelt. Einer Gefängnisstrafe entzog er sich durch Flucht nach Wien. Möglicherweise war der Finanzskandal auch vom sowjetischen oder tschechoslowakischen Abwehrdienst inszeniert worden.
In Wien verfocht er wieder die Sache der ukrainischen Unabhängigkeit, hatte Kontakte zu Jewhen Konowalez und dessen Organisation Ukrainischer Nationalisten. Nach dem „Anschluss“ Österreichs im März 1938 wurde der Habsburger von der Gestapo überwacht, auch weil er noch immer Kontakte zu ukrainischen Nationalisten hatte.
Außenminister Joachim von Ribbentrop versuchte, ihn in der Frage der Karpatenukraine zu instrumentalisieren, aber deren Angliederung an Ungarn widersprach Wilhelms Ziel einer unabhängigen Ukraine. Er stand in Verbindung zu dem NS-Ideologen Alfred Rosenberg wegen dessen Plan einer unabhängigen Ukraine. Als Wilhelm 1941 erkannte, dass dies unter deutscher Herrschaft nicht möglich war, spionierte er für Großbritannien und Frankreich gegen Deutschland, nach Kriegsende auch gegen die Sowjetunion.
Den Zweiten Weltkrieg verbrachte Wilhelm in Wien, wo er während der Besatzungszeit am 26. August 1947 am „helllichten Tag“ vor dem Wiener Südbahnhof vom sowjetischen Geheimdienst entführt und verschleppt wurde. Er wurde vier Monate in Baden verhört, nach Kiew gebracht und dort als englischer und französischer Spion im Mai 1948 zu 25 Jahren Haft verurteilt. Wilhelm von Habsburg starb im Krankenhaus des Lukjaniwska-Gefängnisses in Kiew am 18. August 1948, an einer unbehandelten beidseitigen Lungentuberkulose, und wurde in einem anonymen Grab beigesetzt. Sein Tod wurde offiziell geleugnet, daher gibt es auch andere Angaben, nach denen er 1949, 1950 oder erst 1955 im Gulag von Wolodymyr-Wolynskyj starb.

## Rezeption

Denkmal für Wilhelm von Habsburg-Lothringen in Kiew

Wilhelm wird heute von ukrainischen Nationalisten als Kämpfer für die Unabhängigkeit der Ukraine gegen die Sowjetunion verehrt. Nach der Erlangung der Unabhängigkeit der Ukraine wurden mehrere Straßen und Plätze im Land nach ihm benannt.
2021 erschien die deutschsprachige Ausgabe eines Romans von Natalka Sniadanko über Wilhelms Leben. Im Oktober 2021 wurde im Opernhaus von Charkiw die Oper Vyshyvanyi. King of Ukraine uraufgeführt. Komponiert wurde das Werk von Alla Zagaykevych, das Libretto stammt von Serhij Schadan.